# Гаферут
Гаферут (англ. Gaferut) — остров в Тихом океане в архипелаге Каролинские острова. Является частью Федеративных Штатов Микронезии и административно входит в состав штата Яп.

## География
Остров расположен в 100 км к северо-востоку от Фараулепа и в 750 км к востоку от Япа. Ближайший материк, Азия, расположен в 3300 км.
Площадь острова составляет 0,1 км². Гаферут представляет собой небольшой поднятый атолл, на котором отсутствует лагуна. С геологической точки зрения остров сложен из трёх основных материалов: фосфоритов, осколков кораллов и песка. Окружён коралловыми рифами. Растительность типичная для других атоллов Тихого океана. Преобладают заросли турнефорции и кокосовой пальмы. Гнездится большое количество морских птиц, на побережье — откладывают яйца морские черепахи.
Климат на Гаферуте влажный тропический. Случаются разрушительные циклоны.

## История
Коренное название острова Гаферут — Файо (англ. Fayo; в переводе с языка волеаи — «камень» или «скала»). Среди других альтернативных названий — Фаиау (англ. Faiau), Фаллао (англ. Fallao). В прошлом остров использовался для остановки в ходе длительных морских плаваний каролинцами с островов Волеаи, Ламотрек и других атоллов. Европейским первооткрывателем Гаферута стал капитан Граймс (Граймс также является одним из альтернативных названий острова), который открыл его в августе 1841 года. С тех пор остров часто назывался «островом Хай» (англ. High Island; в переводе с англ. — «высокий остров»).
В 1907 году экспедицией, организованной германской администрацией, которая к тому времени контролировала Каролинские острова, на Гаферуте были открыты месторождения фосфоритов. Тем не менее их разработка из-за значительной удалённости острова не была начата. Это произошло только в 1937 году, уже при новой администрации японцев.

## Население
Остров необитаем.